# サミュエル子爵
サミュエル子爵（英語: Viscount Samuel）は、連合王国貴族の子爵位。
ユダヤ系の自由党の政治家ハーバート・サミュエルが1937年に叙されたのに始まる。

## 歴史

初代子爵ハーバート・サミュエル

ユダヤ人銀行家の息子ハーバート・サミュエル(1870–1963)は、1902年から1918年と1929年から1935年にかけて自由党の庶民院議員を務め、自由党政権や自由党参加政権で郵政長官（在職1910年-1914年、1915年－1916年）やランカスター公領大臣（在職1909年-1910年、1915年-1916年）や内務大臣（在職1916年、1931年-1932年）などの閣僚職を歴任した。またロイド・ジョージが自由党を去った後には代わって自由党党首（在職1931年-1935年）となった。1937年6月8日には連合王国貴族爵位リヴァプール市マウント・カーメル＝トクステスのサミュエル子爵（Viscount Samuel, of Mount Carmel and of Toxteth in the City of Liverpool）に叙せられて貴族院議員となり、1944年から1955年まで自由党貴族院院内総務を務めている。
初代子爵の死後、爵位はその男系男子によって継承されている。2016年現在の当主は5代サミュエル子爵ジョナサン・サミュエル(1965-)である。
サミュエル家にこの爵位以外の保有爵位はない。

## サミュエル子爵 (1937年)
- 初代サミュエル子爵ハーバート・ルイス・サミュエル (1870–1963)
- 2代サミュエル子爵エドウィン・ハーバート・サミュエル（英語版） (1898–1978)
- 3代サミュエル子爵デイヴィッド・ハーバート・サミュエル（英語版） (1922–2014)
- 4代サミュエル子爵ダン・ユダ・サミュエル（英語版） (1925–2014)
- 5代サミュエル子爵ジョナサン・ハーバート・サミュエル（英語版） (1965-)
  - 推定相続人は現当主の異母弟ベンジャミン・アンガス・サミュエル (1983-)